# Smells Like Me
"Smells Like Me" là một bài hát của ca sĩ người Mỹ Charlie Puth. Được phát hành vào ngày 2 tháng 9 năm 2022, thông qua Atlantic Records và là đĩa đơn thứ tư trong album phòng thu thứ ba sắp tới, Charlie (2022), bài hát được viết bởi Puth và nhạc sĩ người Mỹ Jacob Kasher và được sản xuất bởi Puth.

## Sáng tác và lời bài hát
"Smells Like Me" được đặt ở phím của Fa# trưởng với nhịp độ 108 nhịp mỗi phút. Nó có "một giai điệu tươi sáng, guitar tinh tế và các phím lấp lánh", và được Uproxx mô tả là "sự pha trộn giữa nhạc pop hiện đại và một bản ballad synth của thập niên 80". Bài hát cho thấy Puth thảo luận về mối quan hệ cũ, hát rằng anh hy vọng "áo khoác có mùi giống tôi" của bạn đời cũ.

## Bảng xếp hạng
| Bảng xếp hạng (2022)                 | Thứ hạng |
| ------------------------------------ | -------- |
| Japan Hot Overseas (Billboard Japan) | 13       |
| New Zealand Hot Singles (RMNZ)       | 14       |
| Hàn Quốc (Circle)                    | 155      |